# Servei de la Vida Silvestre de Kenya

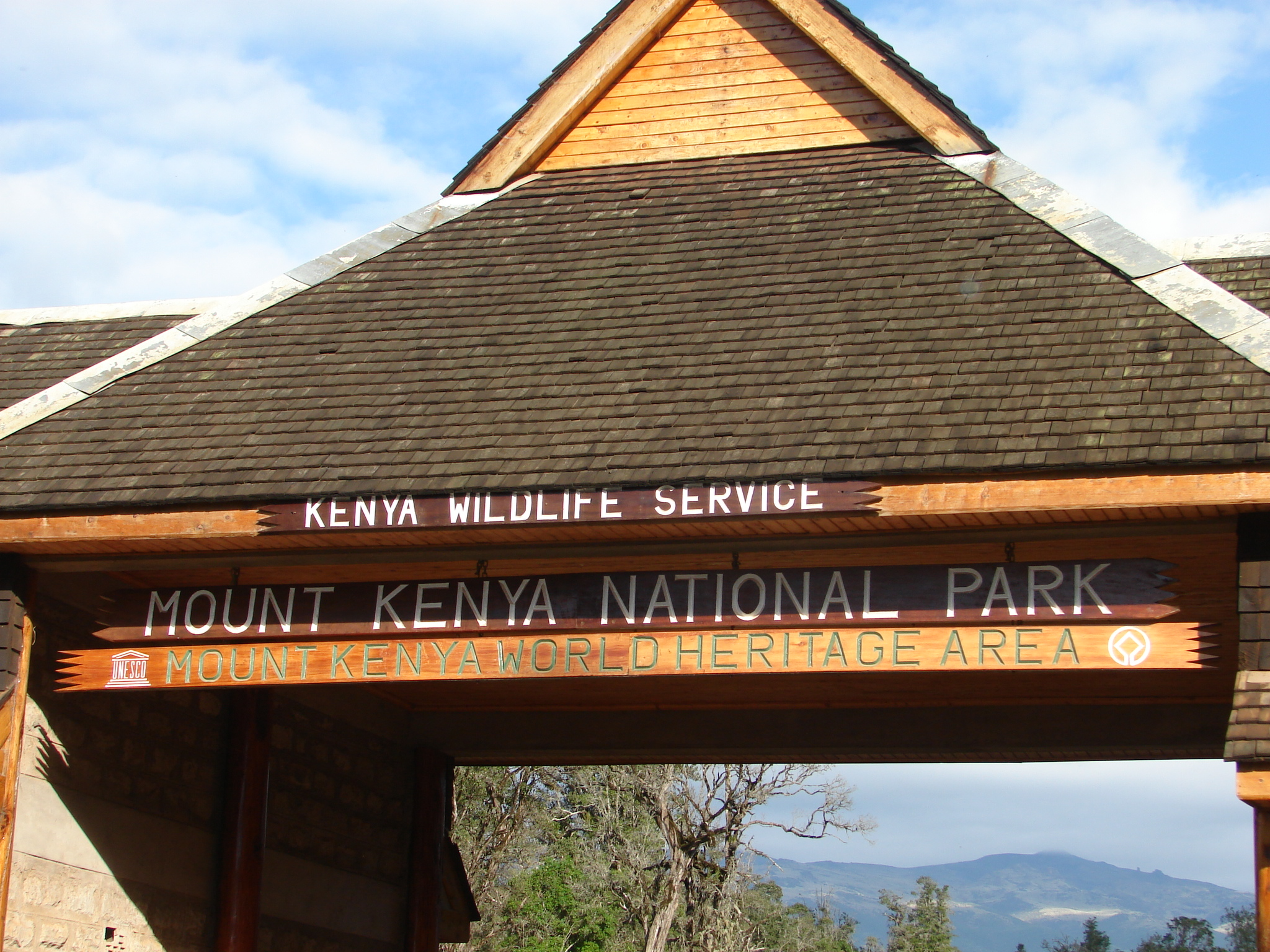
Entrada al Parc Nacional del Mont Kenya.

El Servei de la Vida Silvestre de Kenya, en anglès: The Kenya Wildlife Service, o KWS, és una corporació estatal de Kenya que es va establir l'any 1990 per conservar i gestionar la vida silvestre del país. Es va establir per una llei del Parlament (Act of Parliament Cap 376, The Wildlife Conservation and Management Act).
Gestiona la biodiversitat del país, protegint i conservant la flora i la fauna. Gestiona la majoria dels parcs nacionals i reserves de Kenya, l'excepció més coneguda és la Reserva Nacional de Masai Mara la qual la gestionen les autoritats locals. Els diners recollita per la venda d'entrades en els parcs nacionals es fa servir per a la conservació de les plantes i animals que viuen dins dels parcs.

## Parcs nacionals i reserves
- Aberdare National Park
- Amboseli National Park
- Arabuko Sokoke National Reserve
- Arawale National Reserve
- Bisanadi National Reserve
- Boni National Reserve
- Central Island National Park
- Chyulu Hills National Park
- Dodori National Reserve
- Hell's Gate National Park
- Kakamega Forest Reserve
- Kisite-Mpunguti Marine National Park
- Kisumu Impala Sanctuary
- Kora National Park
- Lake Bogoria National Reserve
- Lake Nakuru National Park
- Losai National Reserve
- Malindi Marine National Park
- Malka Mari National Park
- Marsabit National Reserve

- Meru National Park
- Mombasa Marine National Park and Reserve
- Mount Elgon National Park
- Mount Kenya National Park
- Mount Longonot National Park
- Mwea National Reserve
- Nairobi National Park
- Ndere Island National Reserve
- Ol Donyo Sabuk National Park
- Ruma National Park
- Saiwa Swamp National Park
- Samburu National Reserve
- Shaba National Reserve
- Shimba Hills National Reserve
- Sibiloi National Park
- Tana River Primate Reserve
- Tsavo East National Park
- Tsavo West National Park
- Watamu Marine National Park